# Mytilène
Ne doit pas être confondu avec méthylène.
Pour l’article homonyme, voir île de Mytilène.
Mytilène (en grec moderne : Μυτιλήνη / Mytilíni ; en grec ancien : Μυτιλήνη / Mutilếnê ou Μιτυλήνη / Mitulếnê ; en turc : Midilli) est la principale ville de Lesbos, l'île grecque de la mer Égée souvent aussi appelée Mytilène du nom de sa capitale. Elle constitue le siège du dème de Mytilène depuis le programme Clisthène I de 2019. 
Elle est bâtie sur la pointe sud de l'île, à proximité de la côte turque. 
Les habitants sont les Mytiléniens ou, plus rarement, les Mytilènes.

## Histoire

### Antiquité: les Grecs
Mytilène est, dès l'Antiquité, la principale cité de Lesbos. Elle est peuplée d'Éoliens venus de Thessalie et de Béotie au cours du XIe siècle av. J.-C. Avant la fin du VIIIe siècle av. J.-C., elle participe activement à la colonisation grecque, en particulier vers la Troade, l'Hellespont et la Thrace ; elle envoie également des colons à Naucratis. Elle est dominée par deux  genoi (clans) aristocratiques, les Penthilides, des Atrides descendants du légendaire roi Penthilos, fils d'Oreste, et les Cléanactides. La cité est d'abord gouvernée par un roi, puis par une assemblée oligarchique. Au VIIe siècle av. J.-C., elle est gouvernée par le tyran Mélanchros, qui finit assassiné, puis par le tyran Myrsilos qui place les autres cités de l'île (Pyrrha, Antissa et Érésos) sous son autorité, sauf Méthymne. Au début du VIe siècle av. J.-C., Pittacos, l'un des Sept Sages, est appelé pour gouverner sa cité natale comme aisymnète. 
Ville natale d'Alcée, elle est alors l'un des centres majeurs de la poésie lyrique illustrée par la poétesse Sappho.
Au VIe siècle av. J.-C., elle passe sous domination perse. Lors de la révolte de l'Ionie, les citoyens lapident le tyran Kôés et participent à la révolte contre les Perses ; en 493, l'île et la ville sont pillées, systématiquement ratissées par les Perses. Libérée au terme des guerres médiques, elle adhère à la Ligue de Délos. Contrairement aux autres alliés d'Athènes, elle ne verse pas de tribut (phoros), mais équipe ses propres trières et envoie ses propres troupes combattre aux côtés des Athéniens. De ce fait, les Mytiléniens se considèrent comme indépendants. La cité aristocratique se révolte en 428 av. J.-C. contre l'impérialisme athénien — Thucydide consacre à cet épisode de la guerre du Péloponnèse les cinquante premiers paragraphes de son livre III. La sécession s'étend rapidement à toute l'île ; après un an de siège, la cité doit capituler devant les Athéniens qui, après avoir décrété, à l'initiative de Cléon, la condamnation à mort de toute la population mâle de l'île, rapportent ce premier décret avant son exécution pour conclure une alliance et l'installation de clérouques.
Lors de la guerre du Péloponnèse, la flotte lacédémonienne de Callicratidas bloque la flotte athénienne de Conon dans le port, puis l'oligarchie prend en main le gouvernement de la cité jusqu'en 390 quand la flotte athénienne de Thrasybule soumet l'île. La cité rejoint la confédération, athénienne (349 av. J.-C.).
Vers 345 av. J.-C., le philosophe Aristote s'installe provisoirement à Mytilène où il enseigne. Au début de l'expédition d'Alexandre le Grand, Memnon de Rhodes meurt sous les murs de la ville assiégée pour couper le ravitaillement des troupes macédoniennes ; la ville conquise par les Perses est reprise par l'amiral macédonien Amphotéros (332 av. J.-C.). Après 321 av. J.-C., le philosophe Épicure s'installe un temps et commence à y enseigner.

#### Liste des tyrans de Mytilène
- 612-608 av. J.-C. : Mélancros († 608 av. J.-C.).
- 608-595 av. J.-C. : Myrsilos († 595 av. J.-C.).
- 595-585 av. J.-C. ou 589-579 av. J.-C. : Pittacos (650-570 av. J.-C.).
- ...-499 av. J.-C. : Coès († 499 av. J.-C.).
- 333-332 av. J.-C. : Diogène de Sinope (413-327 av. J.-C.). Favorable aux Perses, il fut placé à la tête de Mytilène par le satrape Autophradatès. Un an plus tard, il fut fait prisonnier par les Macédoniens.

### Antiquité: les Romains

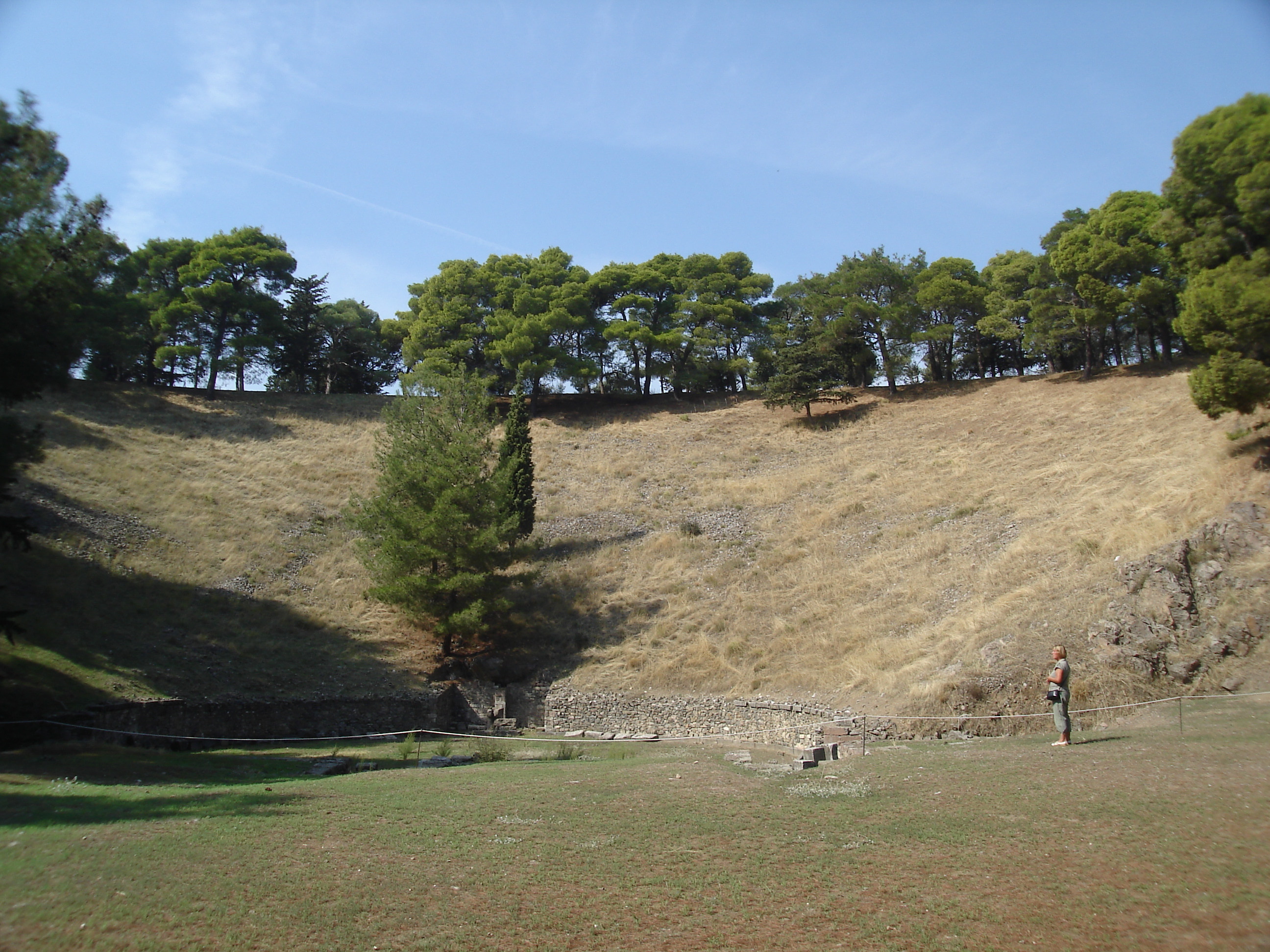
Vestiges du théâtre de Mytilène, qui servit, selon Plutarque, de modèle au théâtre de Pompée à Rome.

Lors de la première guerre du roi du Pont Mithridate VI Eupator, Mytilène capitule devant ses bateaux qui y capturent le consul romain Manius Aquilius Nepos ; en 81 av. J.-C., Lucius Licinius Lucullus emporte la ville d'assaut ; à cette occasion, Jules César y gagne une couronne civique. La ville, dévastée par les Romains, est rebâtie par Pompée qui lui rend sa liberté ; à Rome, Pompée construit le premier théâtre permanent sur le modèle du théâtre hellénistique de la ville (el). Puis l'empereur Trajan qui adorait la ville, l'embellit. Strabon dit que la ville est « la plus grande de son temps » ; Cicéron et Vitruve retiennent son faste et sa beauté.
En 52 de l'ère chrétienne, Paul de Tarse passe une nuit dans la ville sur le chemin de retour de la Grèce vers la Syrie.
Vers 200 apr. J.-C. a été construit l'aqueduc romain de Mytilène, dont on peut visiter plusieurs sections.
Une partie du roman pastoral Daphnis et Chloé de Longus se déroule dans la campagne autour de la ville.

### Moyen Âge: les Byzantins et les Latins
Au IXe siècle de l'ère chrétienne, l'impératrice Irène l'Athénienne en exil sur l'île, meurt (803) higoumène d'un monastère de la ville qui reçoit de nombreux exilés des empereurs byzantins dont Constantin Monomaque en 1035. Les habitants quittent l'île pour fuir les raids des Sarrasins.
L'île est occupée quelque temps par les Seldjoukides de l'émir Tzachas d’Izmir (1085).
Le périple du rabbin espagnol Benjamin de Tudèle (vers 1161) passe par Mytilène. En 1198, les commerçants de Venise reçoivent l'autorisation impériale de négocier dans le port de la ville ; l'île passe bientôt sous le contrôle économique de la république de Venise.
Au XIIIe siècle, le basileus de Nicée Théodore Lascaris (ou son successeur Jean III Doukas Vatatzès) reprend aux Latins l'île occupée depuis la chute de Constantinople ; à la fin du siècle, l'île est dévastée par les mercenaires catalans.
En 1335, des Turcs aident les Grecs à reprendre (siège de la ville) l'île, propriété de Dominique Cattaneo de Gênes. C'est en 1354 que le basileus Jean V Paléologue cède l'île à son gendre, l'aventurier génois Francisco Gattilusio qui rénove (1373) la forteresse de la ville, la plus grande de l’île.

### Époque moderne: les Ottomans
Le sultan Mehmet II occupe (1462) l'île, dernière possession de la famille génoise, qui reçoit le nom de Mételin. L'année suivante, trois habitants de la bourgade, un prêtre, un moine et la fille du maire âgée de 12 ans, sont martyrisés par les turcs. 
En 1501, Venise, les chevaliers de Rhodes et une flotte française de 20 galères sous le commandement de Philippe de Clèves tentèrent, sans succès, de reconquérir l’île.

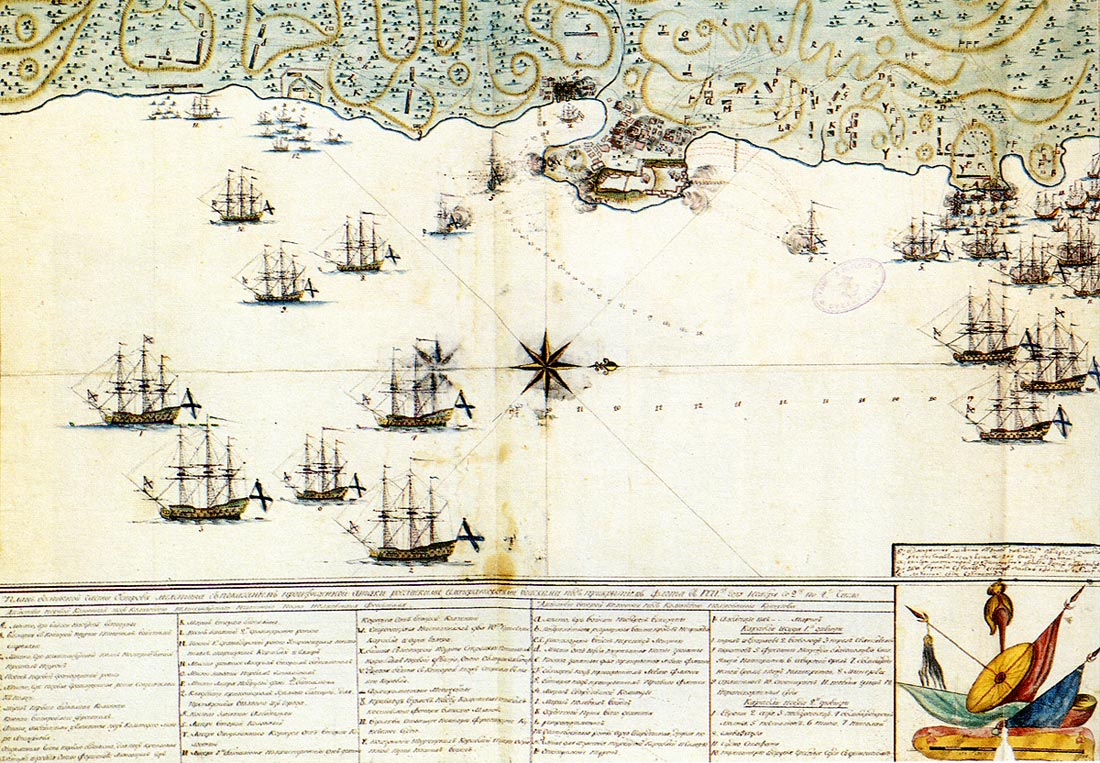
Carte de l'attaque navale russe de 1771

Au XVIIIe siècle, Mételin abrite des chantiers navals ottomans. Lors de la révolution d'Orloff, épisode de la guerre russo-turque de 1768-1774, le port est bombardé par la flotte d'Alexeï Orlov (2-4 novembre 1771).
En 1821, la guerre d'indépendance grecque ne nuit pas à sa prospérité, soutenue par de nombreux privilèges ; elle reste sous l'autorité du sultan et sert de base à la flotte ottomane. Elle est le théâtre de la première action navale de la guerre, l'incendie d'un navire turc par un brûlot en baie d'Eressos.

### Époque contemporaine: la Grèce moderne
Le 2 novembre 1912, le croiseur cuirassé grec Georgios Averoff assure le débarquement dans le port d'un millier d'hommes qui repousse la garnison ottomane à l'intérieur de l'île. Après les guerres balkaniques (1916), la ville et l'île rejoignent le royaume indépendant de Grèce.
Le 4 mai 1941, l'île est occupée par une division d’infanterie allemande.

## Sport
- Football : 
  - Aiolikos Mytilène
  - AEL Kallonis

## Jumelages
| Ville | Ville   | Pays | Pays    | Période     |
| ----- | ------- | ---- | ------- | ----------- |
|       | Bergama |      | Turquie | depuis 1988 |
|       | Paphos  |      | Chypre  |             |

## Personnalités
- Pittacos (c. 650-570 av. J.-C.), fils d'Hyrradios, l'un des Sept Sages de l'Antiquité grecque, tyran de la cité (589-579).
- Le poète aristocratique Alcée (c. 650-580), auteur de chansons lyriques.
- La poétesse Sappho (c. 630-580 av. J.-C.), qui a donné son nom au saphisme et inspiré le lesbianisme.
- Le poète et musicien Phrynis (vers 446 - 416 av. J.-C.)
- Le logographe Hellanicos (c. 480-c. 395 av. J.-C.), auteur de plusieurs histoires régionales dont Atthis.
- L'historien et poète Théophane de Mytilène (80-30 av. J.-C.), historiographe et ami de Pompée.
- Le philosophe Lesbonax, Ier siècle av. J.-C.
- Le romancier Longus le Sophiste, auteur du roman pastoral Daphnis et Chloé (IIe ou IIIe siècle).
- Les frères Khayr al-Din Barberousse (1466-1546) et Arudj ou Baba Arudj (1464-1518), fils de Yakoub Reïs, chrétiens renégats nés à Mytilène, contrôlent le commerce en Méditerranée et créent un État barbaresque à Alger.
- Le peintre naïf Théophilos Hadjimichalis (c. 1870-1934) est né à Variá (el) près de Mytilène.
- Le critique et éditeur d'art Tériade, de son vrai nom Stratis Élefthériadès (1897-1983).
- L'athlète Konstantínos Kentéris (né en 1973), champion olympique à Sydney en 2000 sur 200 m.